# Heukels: indeling in de 23e druk
De 23e druk van de Heukels' Flora van Nederland hanteert een taxonomische indeling die gebaseerd is op de 3e druk van The Plant-book van D.J.Mabberley (2008). Op zijn beurt hanteert The Plant-book een taxonomische indeling die gebaseerd is op het APG II-systeem (2003).
De indeling van de vaatplanten in de 23e druk van de Heukels is in 3 klassen tot het niveau van ordes:
| - klasse Lycopsida - orde Lycopodiales - orde Isoetales - klasse Pteropsida - orde Ophioglossales - orde Filicales - klasse Spermatopsida - clade Naaktzadigen (Engels: 'gymnosperms') - orde Coniferales - clade Bedektzadigen (APG II: 'angiosperms') - ANITA-groep ('orde') - clade Eenzaadlobbigen (APG II: 'monocots') - orde Acorales - orde Alismatales - orde Dioscoreales - orde Liliales - orde Asparagales - clade Commeliniden (APG II: 'commelinids') - orde Poales - orde Commelinales - orde Ceratophyllales - clade Magnoliiden (APG II: 'magnoliids') - orde Piperales - clade Tweezaadlobbigen (APG II: 'eudicots') - orde Ranunculales - orde Proteales - orde Buxales - clade Geavanceerde tweezaadlobbigen (APG II: 'core eudicots') - orde Caryophyllales - orde Santalales - orde Saxifragales - clade Rosiden (APG II: 'rosids') - orde Vitales - orde Crossosomatales - orde Geraniales - orde Myrtales - clade Fabiden (APG II: 'eurosids I') - orde Celastrales - orde Malpighiales - orde Oxalidales - orde Fabales - orde Rosales - orde Cucurbitales - orde Fagales - clade Malviden (APG II: 'eurosids II') - orde Brassicales - orde Malvales - orde Sapindales - clade Asteriden (APG II: 'asterids' ) - orde Cornales - orde Ericales - clade Lamiiden (APG II: 'euasterids I') - orde Boraginales - orde Gentianales - orde Solanales - orde Lamiales - clade Campanuliden (APG II: 'euasterids II') - orde Aquifoliales - orde Apiales - orde Dipsacales - orde Asterales |